# Chelone lyonii
Chelone lyonii là một loài thực vật có hoa trong họ Mã đề. Loài này được Pursh mô tả khoa học đầu tiên năm 1813.

## Hình ảnh

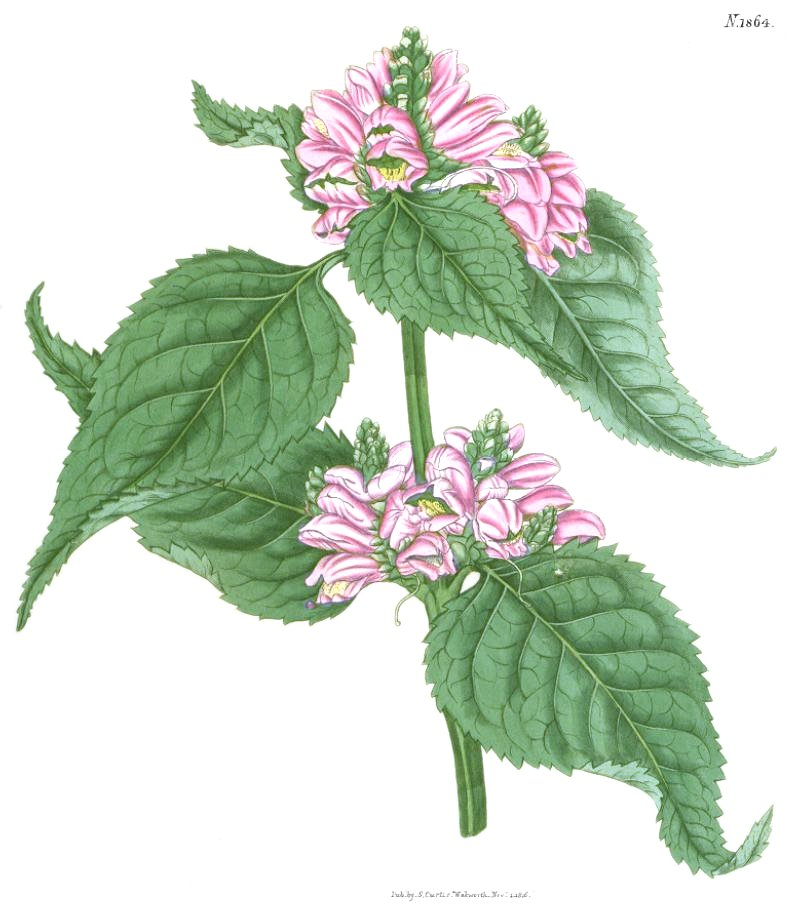
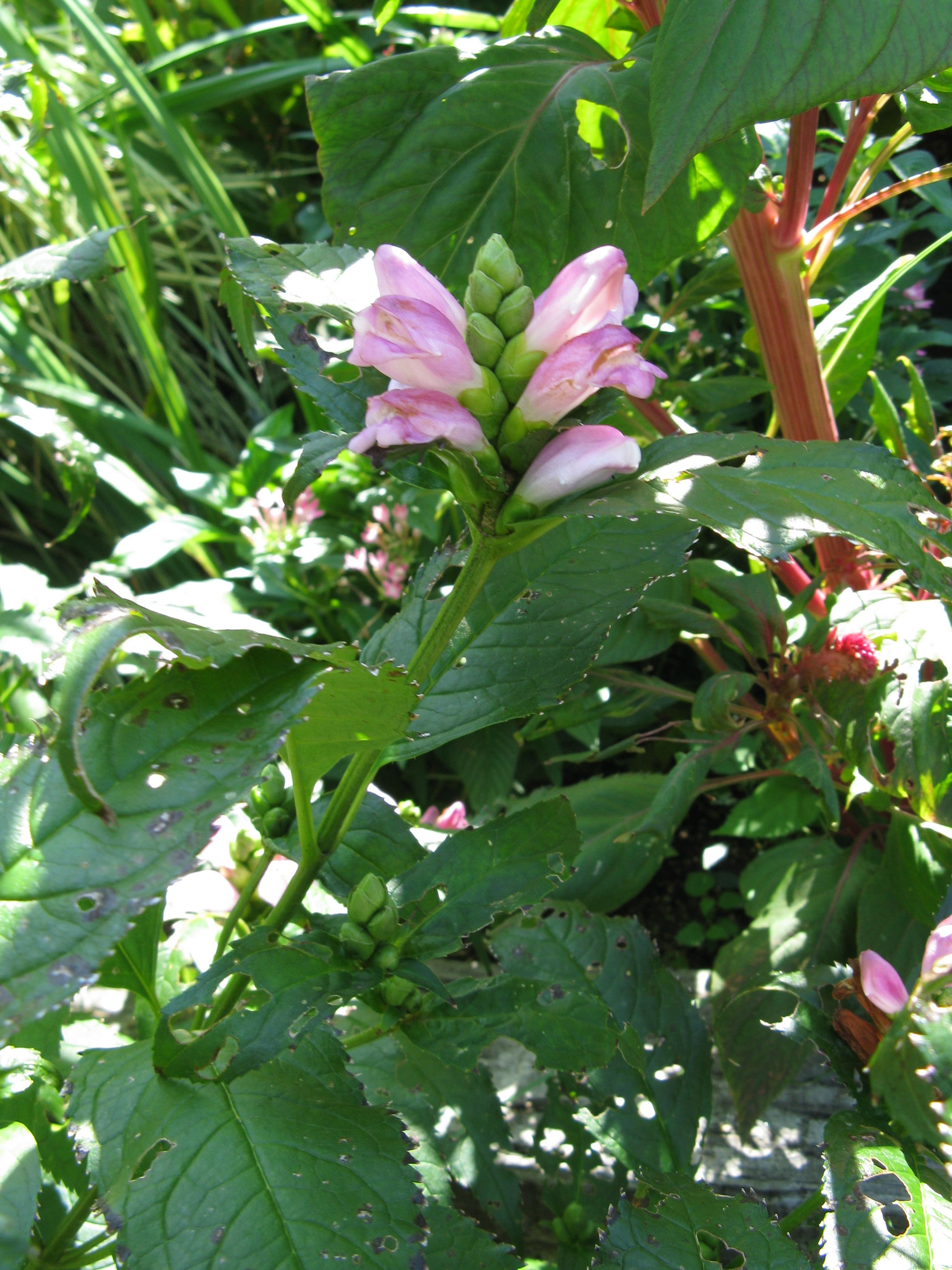
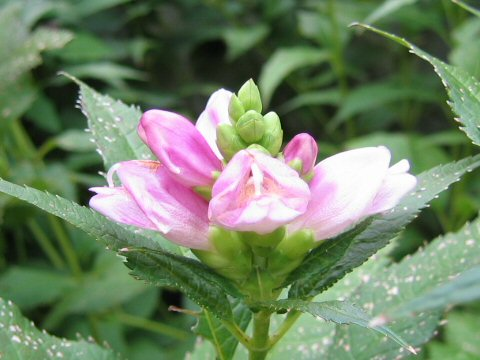
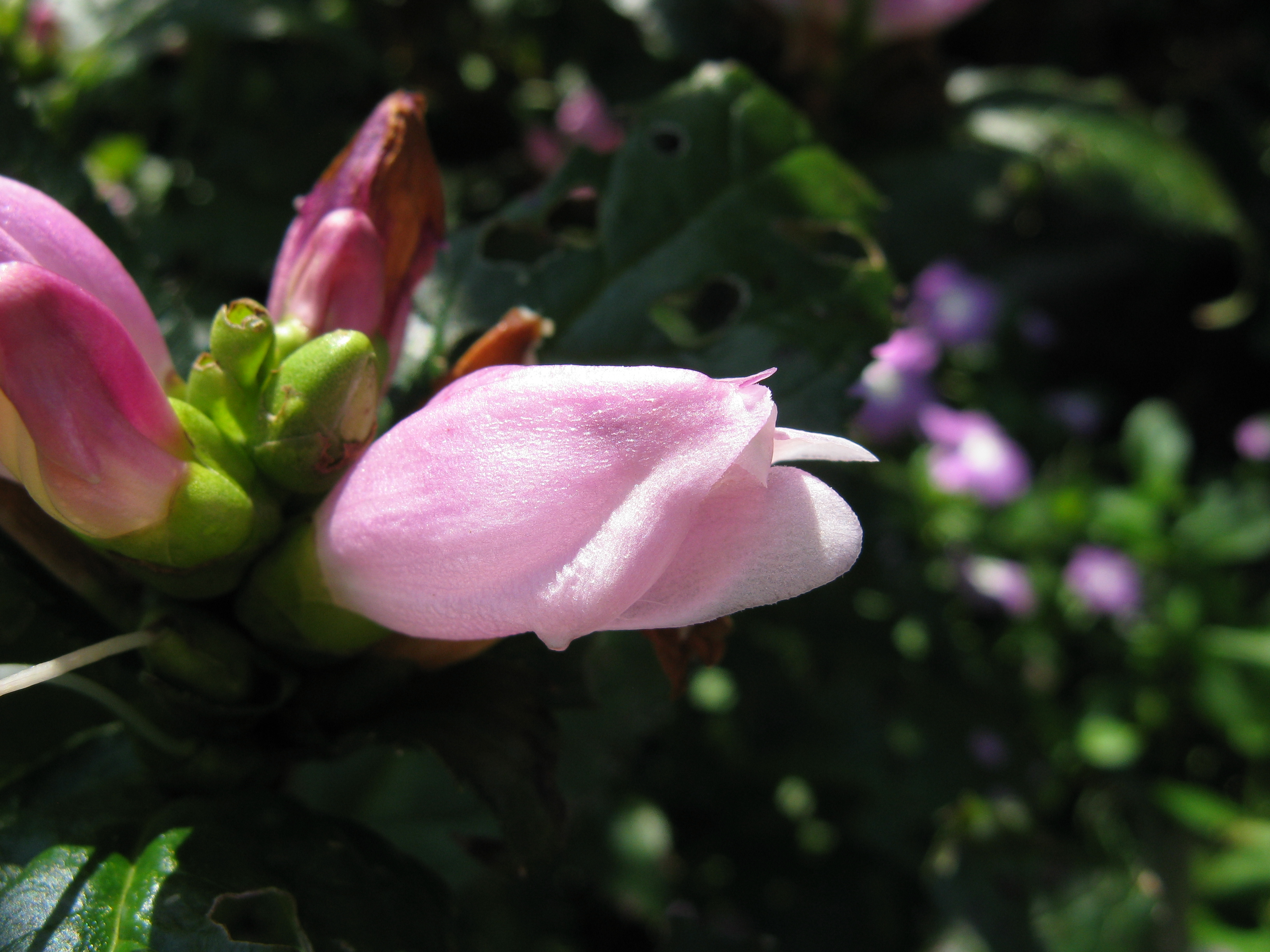